# Adaora Elonu
Adaora Elonu, née le 28 avril 1990 à Houston (Texas), est une joueuse américano-nigériane de basket-ball.

## Biographie
En senior, elle aligne 21,0 points, 11,8 rebonds, 3,2 contres, 3,9 passes et 2,8 interceptions au Narbonne High School de Harbor City (Californie) et choisit de rejoindre les Aggies de Texas A&M qui remporte aux côtés de Danielle Adams le titre de championnes NCAA en 2011 face aux Fighting Irish de Notre Dame. Trois fois élue dans les meilleurs cinq académiques de la conférence Big 12, et capitaine des Aggies, ses statistiques l'année du titre sont de 8,4 points et 5,9 rebonds. Son frère Chinemelu Elonu est également basketteur professionnel.
Non draftée, elle commence sa carrière professionnelle à l'étranger en Israël en 2012-2013 pour Hapoël Galil Elyon, puis commence un long séjour en Espagne avec CB Burgos. Après la disparition du club, elle rejoint CB Conquero pour deux saisons avec une victoire en Coupe de la Reine en 2016, compétition dont elle est élue meilleure joueuse. Bien qu'ayant manqué plusieurs rencontres faite d'avoir été payée, elle accomplit sa meilleure saison statistique en 2015-2016 et un titre de meilleure joueuse de la saison régulière, qui l'amène à s'engager pour Salamanque, champion d'Espagne.
Le 10 août 2018, elle signée par le Dream d'Atlanta après la blessure de longue durée d'Angel McCoughtry.
En décembre 2022, elle s'engage avec Angers.

## Équipe nationale
Elle dispute le Championnat d'Afrique de basket-ball féminin 2015 avec le Nigeria qui remporte la médaille de bronze alors qu'Elonu est élue dans le meilleur cinq du tournoi. Elle participe également à la Coupe du monde féminine de basket-ball 2018.

## Clubs
- 2008–2012 :  Aggies de Texas A&M (NCAA)
- 2012–2013 :  Hapoël Galil Elyon
- 2013–2014 :  Club Baloncesto Ciudad de Burgos
- 2014–2016 :  CB Conquero
- 2016–2019 :  Perfumerias Avenida Salamanque
- 2019–2021 :  Uni Gérone CB
- 2022– :  Angers

- 2018 :  Dream d'Atlanta

## Palmarès

### Club
- Championne NCAA 2011[3]
- Vainqueure de la Coupe de la Reine 2016

### Équipe nationale
- Médaille de bronze du Championnat d'Afrique de basket-ball féminin 2015[9]
- Médaille d'argent aux Jeux africains de 2015
- Médaille d'or du Championnat d'Afrique de basket-ball féminin 2017
- Coupe du monde féminine de basket-ball 2018
- Médaille d'or au championnat d'Afrique 2019
- Médaille d'or au championnat d'Afrique 2021

## Distinctions personnelles

### Club
- Meilleur cinq de l'Academic All-Big 12 2012
- Deuxième cinq de l'Academic All-Big 12 2010, 2011
- Meilleure joueuse de la Coupe de la Reine 2016

### Équipe nationale
- Meilleur cinq du Championnat d'Afrique féminin de basket-ball 2015[9]
- MVP (et meilleur cinq) du Championnat d'Afrique féminin de basket-ball 2021[11]